# 照屋宽德
照屋寬德（1945年7月24日—2022年4月15日），日本沖繩縣社會民主黨籍政治家與律師，1995年至2001年期間為參議院議員（1屆），2003年至2021年期間為眾議院議員（6屆），亦出任社民黨國會對策委員長。
照屋寬德是琉球國士族後裔，本姓易，於二戰末期出生在塞班島的美軍俘虜強制收容所。1968年畢業於琉球大學法文學部。1972年結束司法修習，成為一名律師。1988年，由日本社會黨推薦，以無黨籍的身份參加沖繩縣議會議員選舉並成功當選，後在第二屆任期中辭職。在1995年的第17回參議院議員通常選舉中，由社會、公明、沖繩社會大眾黨聯名推薦，以無黨籍身份擊敗保守派的大城真順，當選參議院議員。但在2001年的第19回選舉中被自由民主黨的西銘順志郎擊敗，落選。此後加入社會民主黨。
2003年，以社民黨黨員身份參加第43回眾議院議員總選舉並當選，此後在第44回、45回再度當選。2010年起，任社民黨國會對策委員長。福島瑞穗第四度當選黨首後，準備起用照屋為黨幹事長，但照屋以黨內資歷淺為由辭退。

## 主張
2013年5月15日，主張琉球獨立的琉球民族獨立綜合研究學會成立。照屋寬德对该学会表示支持，他于学会成立当天，在他的博客上发表文章，标题是《终于要从大和走向独立了》，内容声称：“冲绳还是独立的好。明治以来的近现代史中，冲绳总是受到当时政权的歧视。即使现在，冲绳人也没有被看成日本国民。”。